# Jonny Edgar
Jonny Edgar (Whitehaven, 13 februari 2004) is een Brits autocoureur. Sinds 2017 maakt hij deel uit van het Red Bull Junior Team, het opleidingsprogramma van het Formule 1-team van Red Bull Racing. In 2020 werd hij kampioen in het ADAC Formule 4-kampioenschap.

## Autosportcarrière
Edgar begon zijn autosportcarrière in het karting in 2012. In 2017 werd hij kampioen in de OK-klasse van het Europees kampioenschap. In september van dat jaar werd hij ook opgenomen in het Red Bull Junior Team.
In 2019 maakte Edgar de overstap naar het formuleracing, waarin hij uitkwam in het Italiaans Formule 4-kampioenschap voor het team Jenzer Motorsport. Hij kende een redelijk debuutseizoen waarin hij twee podiumplaatsen behaalde op het Autodromo Enzo e Dino Ferrari en het Circuit Mugello. Met 97 punten werd hij tiende in het kampioenschap. Tevens reed hij voor Jenzer in twee raceweekenden van het ADAC Formule 4-kampioenschap als gastrijder, waardoor hij geen punten kon scoren. Een negende plaats op de Hockenheimring was zijn beste klassering. Ook kwam hij uit in het raceweekend op het Circuit Paul Ricard van het Spaans Formule 4-kampioenschap bij Jenzer. Hij werd twee keer tweede en een keer derde, waardoor hij met 39 punten veertiende werd in de eindstand.
In 2020 reed Edgar een dubbel programma in zowel het ADAC- als het Italiaanse Formule 4-kampioenschap, maar stapte hij in beide klassen over naar Van Amersfoort Racing. In het ADAC-kampioenschap behaalde hij zes overwinningen; twee op zowel de Lausitzring, de Nürburgring (tweemaal) en de Red Bull Ring. Hij stond in vijf andere races op het podium. Pas in de seizoensafsluiter op de Motorsport Arena Oschersleben wist hij zijn teamgenoot Jak Crawford in de stand in te halen waardoor hij met 300 punten tot kampioen werd gekroond. In het Italiaanse kampioenschap miste hij twee raceweekenden, omdat hij in het ADAC-kampioenschap uitkwam. Desondanks wist hij ook hier twee races te winnen op het Autodromo Enzo e Dino Ferrari en het Autodromo Vallelunga en stond hij in vier andere races op het podium, waardoor hij vierde werd in de eindstand met 169 punten.
In 2021 maakte Edgar zijn Formule 3-debuut in het FIA Formule 3-kampioenschap, waarin hij uitkwam voor het team Carlin. Hij kende een goede seizoensstart met twee vijfde plaatsen op het Circuit de Barcelona-Catalunya en de Red Bull Ring, maar hierna kwam hij niet meer tot scoren. Met 23 punten werd hij achttiende in het eindklassement.
In 2022 bleef Edgar actief in de FIA Formule 3, maar stapt hij over naar het team van Trident. Na het eerste raceweekend op het Bahrain International Circuit verliet hij tijdelijk het kampioenschap nadat bleek dat hij leed aan de ziekte van Crohn. Vanaf het vierde weekend op Silverstone keerde hij terug in de klasse. Twee vierde plaatsen op het Circuit de Spa-Francorchamps en het Circuit Zandvoort waren zijn beste race-uitslagen. Met 46 punten werd hij twaalfde in de eindstand.
In 2023 stapte Edgar binnen de FIA Formule 3 over naar het team MP Motorsport. Hij finishte regelmatig in de punten, voordat hij de seizoensfinale op het Autodromo Nazionale Monza wist te winnen. Met 55 punten werd hij dertiende in het kampioenschap.